# لیبوخوویتشکی
لیبوخوویتشکی (به چکی: Libochovičky) یک منطقهٔ مسکونی در جمهوری چک است که در شهرستان کلادنو واقع شده‌است. لیبوخوویتشکی ۲٫۳۳ کیلومتر مربع مساحت و ۵۱ نفر جمعیت دارد و ۲۸۵ متر بالاتر از سطح دریا واقع شده‌است.